# سوسک‌های واکسی
سوسک‌های واکسی یا آباکس (نام علمی: Abax) نام یک سرده از تیره سوسک‌های زمینی است.
تعداد گونه‌های شناخته شده بیش از ۱۰۰ و زیرگونه در این جنس را شامل می‌شود. این سوسک‌ها دارای بال‌پوش‌هایی جلاخورده به رنگ سیاه می‌باشد.
این سوسک‌ها گوشتخوارند.